# Break Up
Break Up é um álbum do cantor norte-americano Pete Yorn em parceria com a atriz/cantora Scarlett Johansson.

## Gravação
Pete Yorn idealizou o projeto e entrou em contato com Scarlett Johansson, que gravou seus vocais em apenas duas tardes. Apesar de ser lançado apenas em 2009, "Break Up" foi gravado em 2006. O primeiro trabalho de Scarlett Johansson como cantora é o álbum "Anywhere I Lay My Head", de 2008, porém, Break Up se adapta muito melhor à voz de Scarlett. O novo trabalho tem uma atuação acústica e um espírito "country".

## Faixas
Todas as canções foram escritas e compostas por Pete Yorn, menos "I am the Cosmos", que é um cover de Chris Bell.
1. "Relator"
2. "Wear and Tear"
3. "I Don't Know What to Do"
4. "Search Your Heart"
5. "Blackie's Dead"
6. "I Am the Cosmos"
7. "Shampoo"
8. "Clean"
9. "Someday"
10. "Blackie's Dead [Demo]"  - exclusiva do Amazon.com

Um segundo CD foi feito e inclui versões ao vivo gravados no "The Village Recorder" em Los Angeles em 7 de outubro de 2009. Originalmente transmitido no "Morning Becomes Eclectic with Jason Bentley" da radio KCRW. Este CD foi lançado como "Live At KCRW.Com EP" no Amazon.com, e posteriormente incluído no "Break Up (Deluxe Edition)".
1. "Relator"
2. "Blackie's Dead"
3. "I Don't Know What to Do"
4. "Search Your Heart"
5. "Shampoo"
6. "Stop Your Sobbin'"
7. "Relator" (video)